# Onczay Csaba
Onczay Csaba (Budapest, 1946. december 29. –) Kossuth-díjas gordonkaművész, tanár.

## Élete, munkássága
A szegedi zenei szakiskolában tanult gordonkázni Báthory Sándornál, 1960–1964 között. 1965 és 1970 között a Liszt Ferenc Zeneművészeti Főiskolán folytatta zenei tanulmányait Friss Antal tanítványaként. 1970-ben részt vett Sienában André Navarra mesterkurzusán,  majd 1970–1971-ben a moszkvai Csajkovszkij Konzervatóriumban Sz. P. Sirinszkijnél tanult.
Több nemzetközi versenyen szerepelt eredményesen, a legfontosabbak az 1973-as budapesti Nemzetközi Pablo Casals Gordonkaversenyen és az 1976-os riói Villa Lobos-versenyen elért első helyezései.
1971-től a Zeneművészeti Főiskola tanára lett (1994-től  habilitált egyetemi tanára), és 1971-től 1987-ig az Országos Filharmónia szólistájaként koncertezett. 1978 óta mesterkurzusokat vezet Olaszországban, Ausztriában, Németországban, Franciaországban, Svájcban, az Amerikai Egyesült Államokban, Japánban – és természetesen Magyarországon. Az USA-ban vendégprofesszor volt 2002-ben Oberlinben, 2006-tól 2009-ig  a bloomingtoni Indiana Egyetemen. Utóbbi helyen a Nyári Vonós Akadémiának is állandó vendégprofesszora.
Csellószólistaként Európa csaknem minden országában fellépett, de gyakori vendége Amerika és a Távol-Kelet legjelentősebb hangversenytermeinek is, és gyakori partnere a legnevesebb szimfonikus zenekaroknak (Bécsi Szimfonikusok, Gewandhaus Zenekar, RAI Zenekar stb.), karmestereknek. 1990-től a firenzei Camerata Strumentale Italiana kamarazenekar karmestere, művészeti vezetője volt, 1997-től a niederstotzingeni zenei napok művészeti vezetője.
Repertoárján a csellóirodalom klasszikus darabjai mellett 20. századi és kortárs zeneszerzők kompozíciói is szerepelnek. Több magyar szerző (például Szokolay Sándor, Lendvay Kamilló, Decsényi János, Borgulya András) írt neki műveket, és ezek ősbemutatója, illetve külföldi szerzők műveinek (Krzysztof Penderecki, Henri Dutilleux) magyar bemutatója is a nevéhez fűződik. Sok hangfelvételt készített, például Carl Philipp Emanuel Bach, Robert Schumann, Édouard Lalo, Heitor Villa-Lobos, Dohnányi Ernő műveiből, felvette Ludwig van Beethoven összes szonátáját és Johann Sebastian Bach szólószvitjeit.
Művészi tevékenységét számos módon ismerték el: több Artisjus Díj mellett Liszt-díjas, Érdemes művész, Kossuth- és Bartók–Pásztory-díjas.

## Díjai, elismerései
- Nemzetközi Pablo Casals Gordonkaverseny, Budapest, I. díj (1973)
- Villa Lobos-verseny, Rio de Janeiro, I. díj (1976)
- Liszt Ferenc-díj (1976)
- Érdemes művész (1986)
- Kossuth-díj (1993)
- Bartók–Pásztory-díj (2004)
- Felkelő Nap érdemrend (2019)